# Sylvia R. Mata
Sylvia R. Mata là một người ủng hộ xã hội, nhà lãnh đạo cộng đồng, nhà kinh tế và biên tập viên người Ecuador. Bà là Chủ tịch hiện tại của Hội đồng Công dân và Nghệ thuật Giáo dục Liên hiệp Mỹ (LULAC) và Phó Chủ tịch của NYS LULAC dành cho phụ nữ. Bà cũng là người sáng lập và Phó chủ tịch của ArteLatAm; một tổ chức nghệ thuật có trụ sở chính tại Queens, New York.

## Cuộc sống cá nhân
Sylvia R. Mata tốt nghiệp cử nhân Kinh tế và Thống kê tại Đại học Trung tâm Ecuador. Sau đó, bà lấy bằng Thạc sĩ Quản trị Kinh doanh và Tiếp thị tại Trường Kinh doanh IE. Bà đã sống ở New York gần 23 năm với gia đình.

## Sự nghiệp chuyên nghiệp
Là chủ tịch của một trong những chi nhánh của tổ chức dân quyền gốc Tây Ban Nha / Latinh lớn nhất và lâu đời nhất ở Hoa Kỳ, Mata có một nền tảng mở rộng trong việc ủng hộ sự thịnh vượng của cộng đồng người gốc Tây Ban Nha / Latino ở New York. Bà đã chiến đấu cho giáo dục, cơ hội chăm sóc sức khỏe, nhận thức tài chính, các phiên dịch vụ nhập cư và nghệ thuật. bà gia nhập Liên minh Công dân Mỹ Latinh vào năm 2011 và đã làm việc cho tổ chức này kể từ đó. Khi bà sống ở New York, nhiều cách tiếp cận của bà để giúp đỡ những người nhập cư Mỹ Latinh trong thành phố đã khiến bà trở thành chủ tịch của hội đồng nghệ thuật và giáo dục của tổ chức. Với vị trí chủ tịch, Mata đã hợp tác với nhiều tổ chức phi lợi nhuận, tư nhân và công cộng để cung cấp học bổng, hội nghị và hội thảo chủ yếu về giáo dục và phát triển chuyên môn. Ba năm sau khi gia nhập tổ chức, sau khi thể hiện sự tận tâm xuất sắc cho cộng đồng Latino trong vị trí của mình, Mata đã được chọn làm Phó chủ tịch của LULAC New York dành cho phụ nữ.
Năm 2016, Sylvia thành lập ArteLatAm cùng với người đồng sáng lập, Carlos Torres-Machado. ArteLatAm là một tổ chức nghệ thuật hoạt động theo hướng tăng khả năng hiển thị và công nhận các nghệ sĩ thị giác Mỹ Latinh trên toàn thế giới bằng cách cung cấp cho họ các công cụ và kỹ năng cần thiết để phát triển. Trước và trong khi tham gia với ArteLatAm, Mata đã sản xuất một số triển lãm nghệ thuật và các dự án văn hóa. Sự lãnh đạo của bà trong tổ chức đã tạo ra sự hợp tác lâu dài với các ủy viên chính trị, các quan chức công cộng và đại diện quốc tế Mỹ Latinh.
Ngoài lĩnh vực chuyên môn của mình, Sylvia còn phục vụ như một biên tập viên chuyên mục địa phương cho Báo Nữ hoàng. Các bài viết của bà tập trung vào sức khỏe cộng đồng, nhập cư và giáo dục.